# لورنا فیتزجرالد
لورنا کیتی فیتزجرالد (زادهٔ ۱۷ آوریل ۱۹۹۶) یک هنرپیشه بریتانیایی اهل نورث همپتون است. برجسته‌ترین نقش او تا به امروز نقش ابی برانینگ در سریال بی‌بی‌سی، ایست‌اندرز است.
فیتزجرالد در چهار سالگی شروع به شرکت در کلاس‌های درام مربی صحنه کرد. او دو خواهر بزرگتر دارد. فیتزجرالد نیز گیتار می‌نوازد.

## فیلم‌شناسی
| سال       | عنوان           | نقش          | یادداشت              |
| --------- | --------------- | ------------ | -------------------- |
| ۲۰۰۵      | ارجمند          | کنسرو جید    | فیلم تلویزیونی       |
| ۲۰۰۵      | به گفته بیکس    | بیکس جوان    | سریال تلویزیونی      |
| ۲۰۰۵      | سانحه، کشته     | پولی فارل    | قسمت: " حیوانات "    |
| ۲۰۰۵      | ساعت طلایی      | یاسمین کمپبل | ۱ قسمت               |
| ۲۰۰۶–۲۰۱۸ | ایست‌اندرز       | ابی برانینگ  | سری معمولی؛ ۹۱۷ قسمت |
| ۲۰۱۹      | لندن می‌کشد      | پترا روسکو   | ۱ قسمت               |
| ۲۰۲۰      | تنظیم کننده ضرر | املین        | فیلم.                |